# ائیریما ایشیو
اَئیریِما ایشیو یا اَیریَمَن ایشیَه (اوستایی: 𐬀𐬌𐬭𐬌𐬌𐬇𐬨𐬁 𐬌𐬳𐬌𐬌𐬋) از نیایش‌های پرآوازهٔ و مهم زرتشتیان است. این نام از نخستین واژه‌های یسنا، هات ۵۴ گرفته شده است. این نیایش دارای دو بند است که دومین بند آن به نثر می‌باشد. پارسیان هند، امروزه آن را در آیین زناشویی و گاه برای بهبود بیمار و بازیافتن تندرستی می‌خوانند.
«ای اَیریَمَنِ گرامی! بدین جا آی یاریِ زنان و مردانِ زرتشتی را؛ یاریِ منشِ نیک را؛ یاریِ هر آن «دین» ی را که درخورِ پاداشی گرانبهاست. دهشِ آرمانیِ اَشَه را که اهوره مزدا ارزانی دارد، خواستارم.» «اَشِم وُهو… = اشه بهترین نیکی [و مایهٔ] بهروزی است. بهروزی از آنِ کسی است که درست‌کردار [و خواستار] بهترین اشه است.»
«[نمازِ] اَیریَمَن ایشیَه را می‌ستاییم؛ [آن نمازِ] توانایِ پیروزِ دشمن‌شکن را که در میان گفتارهای اشه بزرگترینِ آنهاست. گاهانِ پاک، رَدانِ شهریارِ اَشَوَن را می‌ستاییم. سُتوت‌یَسن را می‌ستاییم که نخستین دادِ جهان است.» «یِنگهه هاتَم… = مزدا اهوره کسانی را که در پرتو اشه بهترین پرستش‌ها را به جای می‌آورند، می‌شناسد. من نیز چنین کسانی را که بوده‌اند و هستند، به نام می‌ستایم و با درود [بدانان] نزدیک می‌شوم.»
معنی «اَیریَمَن» دوست و یاور است و در گاهان عنوانی است برای پیشوایان دینی؛ اما در دیگر بخش‌های اوستا و در بُندَهِشن از او به عنوان ایزد درمان‌بخش دردها یاد شده است. در ادبیات فارسی این نام «ایرمان» شده و در شاهنامه به معنی دوست و میهمان و سروَر آمده است. «ایشیَه» صفت اَیریَمَن و به معنی گرامی و آرمانی است.